# بي. إس. تيري
بي. إس. تيري هو محامي وسياسي أمريكي، ولد في 1 أغسطس 1876 في مقاطعة غرين في الولايات المتحدة، وتوفي في 11 يونيو 1936 في جفرسون سيتي في الولايات المتحدة. نشط حزبياً في الحزب الجمهوري. وقد انتخب عضو مجلس ولاية ميزوري ‏.